# Myriam Bregman
Myriam Bregman (Timote, Buenos Aires, 25 de febrer de 1972) és una advocada, activista i política argentina. És dirigent nacional del Partit dels Treballadors Socialistes (PTS); un partit d'orientació trotskista al qual es va unir mentre estudiava la carrera d'advocacia a la Universitat de Buenos Aires durant la dècada del 1990.
Va ser una de les advocades de Jorge Julio López, testimoni desaparegut el 2006 després de prestar declaració contra Miguel Osvaldo Etchecolatz, qui finalment va ser condemnat per genocidi pels delictes comesos durant el Procés de Reorganització Nacional.
Va ser una de les fundadores el 1997 i actual integrant del Centre de Professionals pels Drets Humans (defensa i assessorament de treballadors ocupats i desocupats, intervenció contra la repressió i la impunitat) i del Colectivo Justícia Ya! (querellants en causes per crims de lesa humanitat durant el terrorisme d'Estat).
Ha estat candidata a cap de govern de la Ciutat de Buenos Aires el 2011 i 2015 pel Front d'Esquerra i dels Treballadors (FIT). Va exercir com a diputada nacional entre juny de 2015 i desembre de 2016, seguint l'acord a la rotació d'escons del FIT i obtenint un gran reconeixement per la seva tasca parlamentària des d'amplis sectors. Des de desembre de 2017, ocupa un escó en la legislatura de la ciutat de Buenos Aires i presideix la Comissió de Drets Humans, Garanties i Antidiscriminació.

## Advocada en defensa de treballadors
Myriam Bregman ha participat en la defensa i assessorament de treballadors ocupats i desocupats a la Ciutat de Buenos Aires i a les províncies de Buenos Aires i Neuquén.
Des de l'any 1998, és advocada dels treballadors de l'empresa recuperada Cerámica Zanon de Neuquén, sent una de les lletrades que va actuar en l'històric cas on es va condemnar a l'empresa Zanon per «lock out aturada patronal ofensiva».
Es destaca el seu patrocini en el cas de Catalina Balaguer, treballadora de PepsiCo, convertit en un cas testimoni quant a l'acomiadament discriminatori i el dret a reincorporació al seu lloc de treball dels activistes sense tenir drets sindicals («delegats de fet»). També va representar els treballadors d'aquesta mateixa multinacional davant del tancament il·legal de la seva planta a Vicente López el 20 de juny de 2017, i va denunciar al fiscal Gastón Larramendi que va ordenar el desallotjament policial de la fàbrica el 13 de juliol.

## Casos de repressió i persecució estatal
Ha participat en nombroses defenses penals en causes de repressió policial i persecució gremial i política.
Forma part de l'equip d'advocats de Carla Lacorte, víctima del «gallet fàcil» de la Policia Bonaerense i també integrant del Centre de Professionals pels Drets Humans.
També forma part de la investigació a l'agent Américo Balbuena de la Policia Federal per infiltrar-se en organitzacions populars.

## Participació en els judicis de lesa humanitat
Va participar de la querella al primer judici realitzat des de la reobertura de les causes de lesa humanitat, el procés oral contra l'excap de la Policia Bonaerense, Miguel Osvaldo Etchecolatz, i on Justícia Ya! La Plata va realitzar l'acusació per genocidi (2006). Sobre el final d'aquest judici va desaparèixer un dels participants de la querella, Jorge Julio López, i es va iniciar una causa per la seva desaparició que continua fins a l'actualitat. Durant el judici a Jorge «Tigre» Acosta per la causa ESMA Bregman va ser advocada querellant.
Va intervenir en els judicis orals que es van realitzar pels crims comesos a l'Escola de Mecànica de l'Armada (megacausa ESMA) contra el prefecte Héctor Febrés (2007), i en el segon judici oral contra divuit genocides, representant, entre d'altres, el cas de Rodolfo Walsh, Raimundo Villaflor, i a organismes com l'Associació d'Ex Detinguts Desapareguts (2009-2011).
Myriam Bregman també va ser advocada querellant en el judici oral contra Cristian Federico Von Wernich, a la ciutat de La Plata (2007), en judici oral per delictes de lesa humanitat comesos en Camp de Maig, cas «Floreal Avellaneda» a San Martín, província de Buenos Aires (2009), «Mansió Seré» (contra repressors de Buenos Aires i Mar de Plata, 2008), entre d'altres.
El 2008 va ser distingida per la Comissió de Drets Humans del Col·legi d'Advocats de Capital Federal. El 2016 va rebre una carta intimidant de Carlos Blaquier i dels directius de l'enginy Ledesma, en el marc dels preparatius d'un viatge a Jujuy per rebre denúncies sobre les greus violacions als drets humans que hi ha en aquesta província governada per Gerardo Morales. Va denunciar haver rebut amenaces telefòniques al seu despatx, després de la seva intervenció a la Comissió de Treball i Pressupost, on va qüestionar el projecte de llei de primera ocupació, on va qüestionar el projecte perquè va considerar que es tracta de flexibilització laboral.
Dirigeix el Centre de Professionals pels Drets Humans (CEPRODH), organisme del qual Myriam Bregman és advocada i fundadora.

## Activista pels drets de la dona

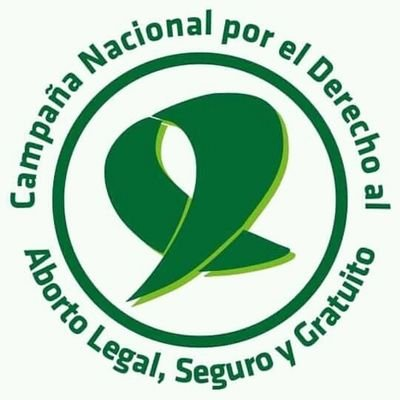
Logotip de la Campanya Nacional pel Dret a l'Avortament legal, Segur i Gratuït, Argentina

El 31 de maig de 2018, Myriam Bregman va assistir a la 15a jornada de debat per la legalització de l'Avortament a l'Argentina al 15è plenari de comissions del Congrés de la Nació, manifestant la seva posició a favor de l'avortament declarant el següent: «Estem orgullosos de veure a joves amb el mocador verd com a bandera». Va criticar a l'Església Catòlica, «que té la seva corretja de transmissió en els governadors, que fan servir com a peça de negociació el dret de les dones», a l'Arquebisbe de la Plata, Monsenyor Héctor Aguer.